# Sumy oblast
Sumy oblast (ukrainsk: Сумська область, tr. Sumska oblast) er en af Ukraines 24 oblaster beliggende i den nordøstlige del af landet på grænsen til Den Russiske Føderation på det centralrussiske højland.
Den nordlige og østlige del af oblasten grænser op til Brjansk, Kursk og Belgorod oblaster i Rusland. Statsgrænsen til Rusland er 298 km lang. I Ukraine grænser oblasten op til Poltava oblast mod sydvest, Kharkiv oblast mod syd, og Tjernihiv oblast mod vest. De vigtigste floder i oblasten er Desna, der er den største, Sejm, Psel og Vorskla som alle er en del af Dneprs afvandingsområde.
Sumy oblast blev grundlagt 10. januar 1939 og har et areal på 23.834 km². Oblasten har 1.035.772 (2022) indbyggere. Oblastens største by og administrative center er Sumy (268.310). Andre større byer er Konotop (88.411), Sjostka (79.058), Okhtyrka (49.349) og Romny (42.856).

## Administrativ inddeling
Sumy oblast var indtil den store rajonreform den 18. juli 2020 opdelt i 18 rajoner, men disse blev da sammenlagt til 5 rajoner: 
- Konotop rajon
- Okhtyrka rajon
- Romny rajon
- Sjostka rajon
- Sumy rajon.